# 少果八角
少果八角（学名：Illicium petelotii）为八角茴香科八角属的植物。分布于越南北部以及中国大陆的云南等地，生长于海拔1,500米至2,000米的地区，常生于密林中或混交林中，目前尚未由人工引种栽培。